# Botschaft Omans in Berlin

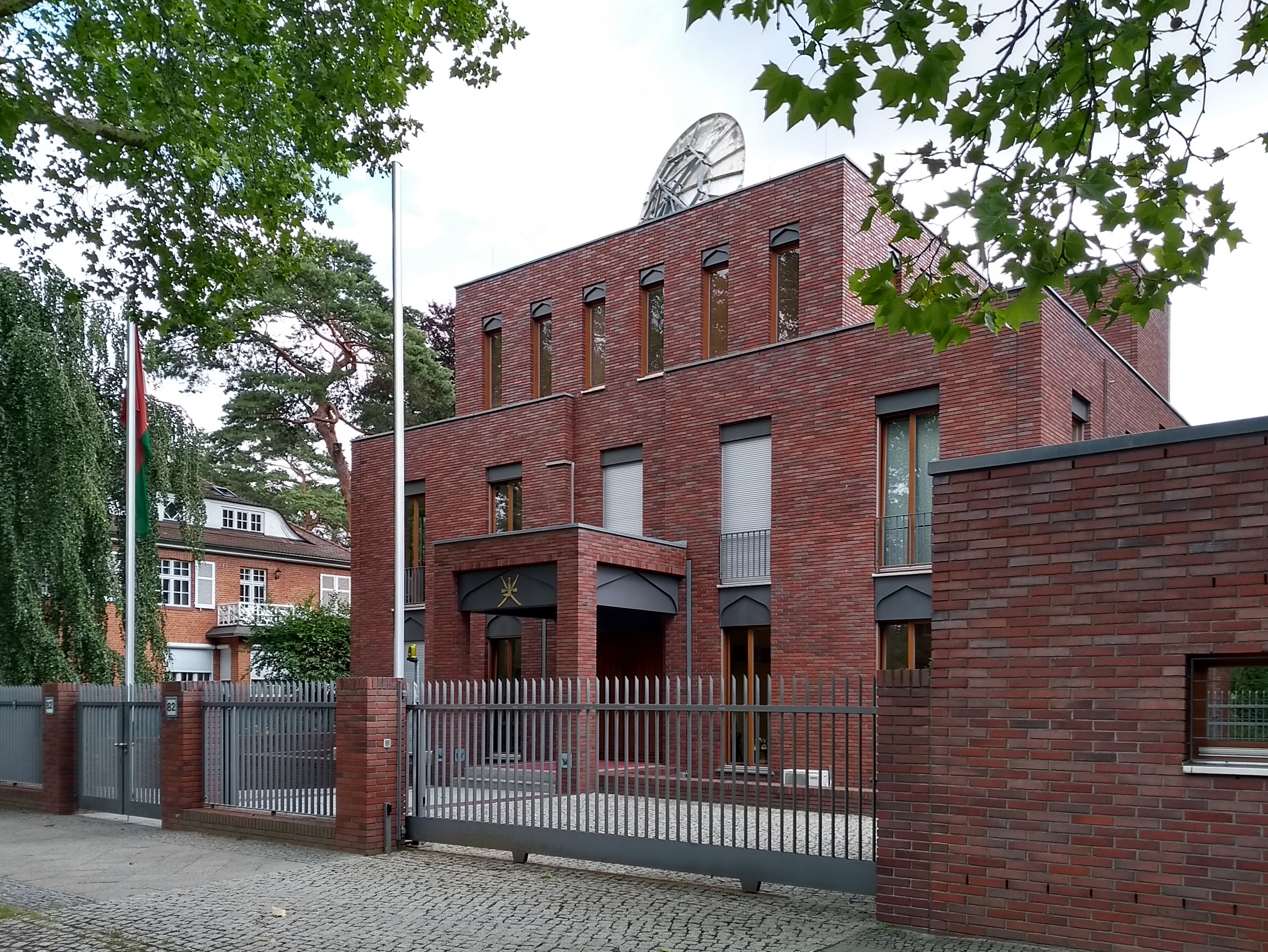
Botschaftsgebäude Clayallee 82

Die Botschaft Omans in Berlin ist die diplomatische Vertretung des Sultanats Oman in Deutschland. Sie hat ihren Sitz in der Clayallee 82 im Ortsteil Dahlem des Bezirks Steglitz-Zehlendorf.
Botschafterin ist seit dem 22. November 2022 Maitha Saif Majid Al-Mahrouqi.
Oman unterhält Honorarkonsulate in Hofheim am Taunus und München.

## Geschichte der diplomatischen Beziehungen
Am 16. Mai 1972 nahmen Oman und die Bundesrepublik Deutschland diplomatische Beziehungen auf. Die Botschaft hatte ihren Sitz in der Lindenallee 11 in Bonn. Wegen des Umzugs von Bundestag und Regierung nach Berlin verlegte auch die Botschaft Omans ihren Sitz in die neue deutsche Hauptstadt. Dafür wurde ein Neubau an der Clayallee 82 in Berlin-Dahlem errichtet.
Diplomatische Beziehungen zur DDR wurden nicht unterhalten.

## Botschafter (seit 2012)
- 2012, 24. September: Khalid Salman Abdulrahman Baomar[5]
- 2016, 13. Dezember: Lyutha Sultan Al-Mughairy[6]
- 2020, 7. Dezember: Yousuf Said Mohamed Al-Amri[7]
- 2022, 22. November: Maitha Saif Majid Al-Mahrouqi[8]

## Gebäude
Das Botschaftsgebäude in der Clayallee 82 in Berlin-Dahlem wurde 2002/03 nach Plänen des Architekturbüros Hierholzer Architekten errichtet. Es kombiniert die typische kleinteilige Berliner Villenbebauung mit zurückhaltenden arabischen Dekorationselementen. Der doppelgeschossige Kubus mit rotblauen Ziegelfassaden wird durch ein zusätzliches Staffelgeschoss nach oben abgeschlossen. Seitlich wird der Baukörper durch Erker und Balkone betont. Herzstück des Gebäudes ist die zentrale Halle mit Mustern der arabischen Dekorationskunst, die im Obergeschoss von einer Galerie umgeben und von einer Milchglasdecke abgeschlossen wird.